# SDS (ген)
SDS (англ. Serine dehydratase) — білок, який кодується однойменним геном, розташованим у людей на 12-й хромосомі. Довжина поліпептидного ланцюга білка становить 328 амінокислот, а молекулярна маса — 34 625.
| 10         |  | 20         |  | 30         |  | 40         |  | 50         |
| ---------- |  | ---------- |  | ---------- |  | ---------- |  | ---------- |
| MMSGEPLHVK |  | TPIRDSMALS |  | KMAGTSVYLK |  | MDSAQPSGSF |  | KIRGIGHFCK |
| RWAKQGCAHF |  | VCSSAGNAGM |  | AAAYAARQLG |  | VPATIVVPST |  | TPALTIERLK |
| NEGATVKVVG |  | ELLDEAFELA |  | KALAKNNPGW |  | VYIPPFDDPL |  | IWEGHASIVK |
| ELKETLWEKP |  | GAIALSVGGG |  | GLLCGVVQGL |  | QEVGWGDVPV |  | IAMETFGAHS |
| FHAATTAGKL |  | VSLPKITSVA |  | KALGVKTVGA |  | QALKLFQEHP |  | IFSEVISDQE |
| AVAAIEKFVD |  | DEKILVEPAC |  | GAALAAVYSH |  | VIQKLQLEGN |  | LRTPLPSLVV |
| IVCGGSNISL |  | AQLRALKEQL |  | GMTNRLPK   |  |            |  |            |

A: Аланін

C: Цистеїн

D: Аспарагінова кислота

E: Глутамінова кислота

F: Фенілаланін

G: Гліцин

H: Гістидин

I: Ізолейцин

K: Лізин

L: Лейцин

M: Метіонін

N: Аспарагін

P: Пролін

Q: Глутамін

R: Аргінін

S: Серин

T: Треонін

V: Валін

W: Триптофан

Кодований геном білок за функцією належить до ліаз. 
Задіяний у такому біологічному процесі, як глюконеогенез. 
Білок має сайт для зв'язування з піридоксаль-фосфатом. 
Локалізований у цитоплазмі.